# La Tour-sur-Orb
La Tour-sur-Orb település Franciaországban, Hérault megyében. Lakosainak száma 1346 fő (2022. január 1.). La Tour-sur-Orb Le Bousquet-d’Orb, Bédarieux, Camplong, Carlencas-et-Levas, Le Pradal, Saint-Étienne-Estréchoux, Taussac-la-Billière, Villemagne-l’Argentière és Lunas-les-Châteaux községekkel határos.

## Népesség
A település népességének változása:
| Lakosok száma | 758  | 1031 | 1039 | 1152 | 1273 | 1270 | 1273 | 1279 | 1301 | 1346 |
|               | 1968 | 1982 | 1990 | 2006 | 2013 | 2015 | 2017 | 2019 | 2020 | 2022 |